# キリアン・ル・ブルーシュ

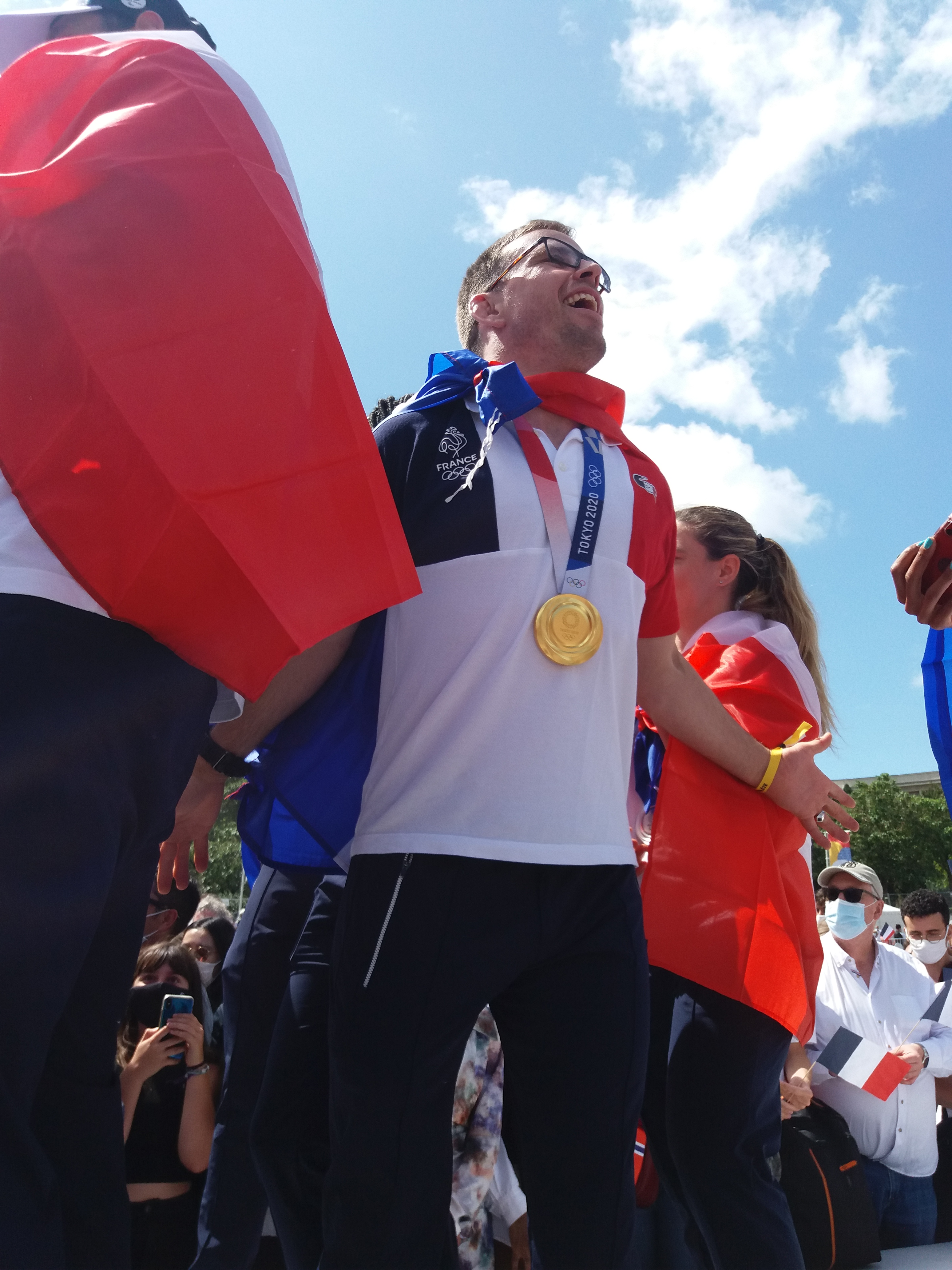

キリアン・ル・ブルーシュ（Kilian Le Blouch 1989年10月7日- ）はフランスのクラマール出身の柔道選手。階級は66kg級。身長171cm。

## 経歴
2011年のU23ヨーロッパ選手権66kg級で3位になった。2015年から2年連続でアフリカオープン・チュニスで優勝した。2016年のグランドスラム・パリでは3位になった。リオデジャネイロオリンピックでは3回戦で韓国のアン・バウルに袖釣込腰で敗れた。2019年のグランドスラム・エカテリンブルグで29歳にしてIJFワールド柔道ツアー初優勝を果たした。世界団体で2位になると、グランドスラム・ブラジリアとヨーロッパ選手権では3位になった。2021年の世界選手権では7位だった。7月に日本武道館で開催された東京オリンピックでは2回戦で今大会優勝した阿部一二三に大外刈で敗れた。東京オリンピック混合団体では選手登録されていただけで、実際の試合には一度も出場しなかったが、チームは優勝を飾った。

## 主な戦績
- 2011年 - U23ヨーロッパ選手権　3位
- 2015年 - アフリカオープン・チュニス　優勝
- 2015年 - ヨーロッパオープン・ミンスク　優勝
- 2015年 - ヨーロッパオープン・グラスゴー　優勝
- 2016年 - アフリカオープン・チュニス　優勝
- 2016年 - グランドスラム・パリ　3位
- 2016年 - グランプリ・アルマトイ　3位
- 2018年 - グランプリ・アンタルヤ　3位
- 2019年 - ヨーロッパオープン・オディヴェーラス　優勝
- 2019年 - ヨーロッパオープン・ローマ　優勝
- 2019年 - グランドスラム・エカテリンブルグ　優勝
- 2019年 - ヨーロッパ競技大会　団体戦　3位
- 2019年 - グランプリ・ザグレブ　3位
- 2019年 - 世界団体　2位
- 2019年 - グランドスラム・ブラジリア　3位
- 2019年 - ヨーロッパ選手権　3位
- 2021年 - 世界選手権　7位
- 2021年 - 東京オリンピック混合団体　優勝
- 2022年 -　アフリカンオープン・チュニス 優勝

(出典)